# 중앙유럽 이니셔티브

중앙유럽 이니셔티브의 회원국.

중앙유럽 이니셔티브(Central European Initiative, CEI)는 중앙유럽과 동유럽의 지역 협력 포럼으로, 회원국은 현재 18개국이 있다. 1989년 부다페스트에서 창설되었으며, 기존의 알프스-아드리아 실무단에서 쌓은 경험을 기반으로 설립되었다. 중앙유럽 이니셔티브의 본부는 1996년부터 이탈리아 트리에스테에 있다.

## 역사
중앙유럽 이니셔티브는 중앙유럽, 동유럽, 동남유럽을 통틀어 가장 오래되고 큰 포럼으로, 회원국은 18개국으로, 이 중 중앙유럽 국가는 슬로바키아, 체코, 헝가리 뿐으로, 동유럽 국가인 벨라루스, 루마니아, 몰도바, 우크라이나, 폴란드와 동남유럽 국가 몬테네그로, 보스니아 헤르체고비나, 북마케도니아, 불가리아,  세르비아, 슬로베니아, 알바니아, 이탈리아, 크로아티아,도 회원으로 가입되어 있다.
중앙유럽 이니셔티브의 기원은 1989년 11월 1일 부다페스트에서 오스트리아, 유고슬라비아, 이탈리아, 헝가리가 4자 조약을 체결한 것이 기원이며, 서로 정치적 및 경제적 구조가 다른 국가 간 협력을 재개함으로서 이니셔티브 내의 분단을 극복하는 것이 목표이다.
1990년 베네치아에서 열린 첫 회담에서, 체코슬로바키아가 중앙유럽 이니셔티브에 가입하여 5자 조약이 되었으며, 1991년에는 폴란드가 가입하여 6자 조약으로 변경되었다.
1992년 마케도니아, 보스니아 헤르체고비나, 슬로베니아, 크로아티아가 가입하며, 명칭이 정식으로 중앙유럽 이니셔티브로 자리잡았다. 1993년 체코슬로바키아의 해체와 맞물려 체코와 슬로바키아가 가입했고, 1996년 몰도바, 벨라루스, 불가리아, 알바니아, 우크라이나가 정회원이 되었다.
현재 회원국의 구성은 유고슬라비아가 해체되며 2006년 몬테네그로가 가입한 이후 큰 변화 없이 유지되고 있다.

## 구조
중앙유럽 이니셔티브는 정부 차원, 의회 차원, 사업 차원으로서 세 구역으로 나누어져 있으며, 6개의 목표(통치, 경제 성장, 미디어 자유, 환경 보호, 문화간 협력, 과학 협력-교육 및 훈련)에서의 협력과 다양성을 강조하고 있다. 실질적인 활동은 협력 활동, 유럽 연합의 프로젝트, 기술 교환 프로그램, 유럽 부흥 개발 은행과의 기술 협력 등을 통해 이루어지고 있다.

## 사무총장
중앙유럽 이니셔티브 사무총장 목록
| 연도 | 국가                                                          |
| ---- | ------------------------------------------------------------- |
| 1989 | 헝가리                                                        |
| 1990 | 이탈리아                                                      |
| 1991 | 유고슬라비아 사회주의 연방공화국                              |
| 1992 | 오스트리아                                                    |
| 1993 | 헝가리                                                        |
| 1994 | 이탈리아                                                      |
| 1995 | 폴란드                                                        |
| 1996 | 오스트리아                                                    |
| 1997 | 보스니아 헤르체고비나                                         |
| 1998 | 크로아티아                                                    |
| 1999 | 체코                                                          |
| 2000 | 헝가리                                                        |
| 2001 | 이탈리아                                                      |
| 2002 | 마케도니아                                                    |
| 2003 | 폴란드                                                        |
| 2004 | 슬로베니아                                                    |
| 2005 | 슬로바키아                                                    |
| 2006 | 알바니아                                                      |
| 2007 | 불가리아                                                      |
| 2008 | 몰도바                                                        |
| 2009 | 루마니아                                                      |
| 2010 | 몬테네그로                                                    |
| 2011 | 세르비아                                                      |
| 2012 | 우크라이나                                                    |
| 2013 | 헝가리                                                        |
| 2014 | 오스트리아                                                    |
| 2015 | 마케도니아                                                    |
| 2016 | 보스니아 헤르체고비나                                         |
| 2017 | 벨라루스                                                      |
| 2018 | 크로아티아                                                    |
| 2019 | 이탈리아                                                      |
| 2020 | 몬테네그로                                                    |
| 2021 | 몬테네그로 (코로나19 범유행으로 인한 2020년 계획 취소로 인함) |

## 회원국
창설국:
- 오스트리아 (1989-2018)[2]
- 헝가리 (1989) →  헝가리
- 이탈리아 (1989)
- 유고슬라비아 (1989–1992)

참가국:
- 체코슬로바키아 (1990–1992)
- 폴란드 (1991)
- 보스니아 헤르체고비나 (1992) →  보스니아 헤르체고비나
- 크로아티아 (1992)
- 슬로베니아 (1992)
- 체코 (1993)
- 마케도니아 공화국 (1993) →  북마케도니아
- 슬로바키아 (1993)
- 알바니아 (1995)
- 벨라루스 (1995)
- 불가리아 (1995)
- 루마니아 (1995)
- 우크라이나 (1995)
- 몰도바 (1996)
- 유고슬라비아 연방공화국 (2000) →  세르비아 몬테네그로 →  세르비아
- 몬테네그로 (2006)

## 같이 보기
- 중앙유럽
- 동남유럽
- 남동유럽 협력 프로세스 (SEECP)
- 중앙유럽 자유 무역 협정 (CEFTA)
- 흑해 경제 협력 기구 (BSEC)
- 비셰그라드 그룹 (V4)